# Kaiserlicher Stadel
Der Kaiserliche Stadel (auch „Militärmehlmagazin“, „Militärfouragedepot“ und „Militärverpflegsmagazin“ genannt) befand sich im 3. Wiener Gemeindebezirk Landstraße am Rennweg 16. 
Beim Kaiserlichen Stadel handelte es sich um ein Barockgebäude, das in der zweiten Hälfte des 18. Jahrhunderts erbaut worden war. 1816 wurde hier für die Wiener Garnison das Militärmehlmagazin eingerichtet und ab 1877 das Militärverpflegsmagazin als zentrales Versorgungsgebäude der k.u.k. Armee. 1888 wurde der Stadel abgebrochen und an seiner statt das Gebäude der Hof- und Staatsdruckerey errichtet.
Die Magazingasse, eine Quergasse des Rennwegs, erinnert seit 1831 an den Kaiserlichen Stadel.